# 高木勇人
高木 勇人（たかぎ はやと、1989年7月13日 - ）は、三重県津市出身のプロ野球選手（投手）、コーチ。右投右打。ベースボール・チャレンジ・リーグの神奈川フューチャードリームス所属。

## 経歴

### プロ入り前
小学4年から野球を始め、三重・海星高校では投手として2年秋に県大会優勝、東海大会4強。3年夏は準決勝で中井大介がいた宇治山田商業高校に敗れた。プロ志望届を提出したが指名はなかった。
高校卒業後は社会人野球・三菱重工名古屋に7年在籍。都市対抗大会に6度出場（うち2度は補強選手）。最速153km/hの速球は各球団のスカウトからも注目され、毎年のようにドラフト候補に挙がっていた。制球の悪さがネックとなり指名を見送られ続けたが、2014年に大きく改善され、10月のドラフトにて読売ジャイアンツから3位指名を受け入団。社会人時代は主にリリーフだったが、2014年6月の都市対抗東海地区2次予選では、最後の第7代表決定戦で先発し、ヤマハを4安打完封した。本大会では救援で3回1/3イニングを8奪三振。急成長を遂げた姿を、巨人の山下哲治スカウト部長は高く評価。「先発もリリーフも出来る」と評された。

### 巨人時代
2015年、2月22日の東北楽天ゴールデンイーグルスとのオープン戦で初登板し1イニングを三者凡退。3月3日、北海道日本ハムファイターズとのオープン戦で5回から3イニング無失点（被安打1奪三振2）と好投。マウンド上では時折笑顔を見せ、同い年の中田翔との初対戦について「緊張はしていないです。『やっと（中田に）投げられるんだ』と思いました。（高校時代）甲子園に出ていていいなと思って見ていた存在でした」「結果はたまたまです。（中田と）対戦できて楽しかった」と声を弾ませた。三振を喫した中田翔は「すごい投手が出てきた。（三振した球は）ビックリして振ってしまった。あれをシーズンに入り制球されたら誰も打てない」と語った。監督の原辰徳は「スターターとしていいスタートを切った」と先発起用を示唆。
3月29日、開幕戦シリーズ第3戦目の対横浜DeNAベイスターズ戦にプロ初登板初先発のマウンドに登り、6回6安打2失点と好投してプロ初勝利を飾る。巨人の新人投手として開幕シリーズでのプロ初登板初先発初勝利は1960年の開幕シリーズ・国鉄スワローズ第二戦の堀本律雄、第三戦の青木宥明以来の55年ぶりとなるものでもあった。4月5日の阪神タイガース戦ではプロ2試合目の登板で完封勝利を挙げ更に勢いに乗り、5月3日の阪神戦では堀内恒夫以来の49年ぶりとなる巨人新人投手デビュー5連勝を飾った。3月と4月にかけて4連勝した事が評価されて、1998年の小林幹英以来史上2人目となるルーキー選手による開幕した月（3・4月）の月間MVPを受賞した。7月16日に、第1回WBSCプレミア12の日本代表第1次候補選手に選出された事が発表された。開幕5連勝の活躍から新人王最右翼として注目を集めていたが、最終的には規定投球回に到達するも2桁勝利には僅かに届かず、新人王の投票は270票中9票にとどまった。
2016年は、開幕から先発ローテーション入りしたが、好不調の波が激しく7月からローテーションを外れ、中継ぎに転向。この年は25試合の登板（18試合先発）で5勝9敗、防御率4.31だった。オフにはチームメイトの岡本和真・平良拳太郎と共に、プエルトリコのウインターリーグへ派遣
2017年は、中継ぎで好投して先発ローテに復帰した直後の4月19日のヤクルト戦で、送りバントを試みた際に投球が右手の指にあたり負傷、翌日登録抹消されて以降長期離脱した。一軍復帰後は中継ぎでの登板が主戦場となったため防御率こそ2点台だったものの、白星は1勝（2敗）に終わった。
2017年12月18日、巨人にFA宣言で移籍してきた埼玉西武ライオンズの野上亮磨の人的補償として埼玉西武への移籍が巨人球団から発表される。12月20日、NPBより公示される。

### 西武時代
2018年、開幕当初は中継ぎでの起用だったが、4月22日に千葉ロッテマリーンズ戦にて先発登板し6回2失点の好投を見せ移籍後初先発初勝利を挙げた。なお、同日読売ジャイアンツにFA移籍した野上亮磨も阪神タイガース戦にて勝利したためFA移籍者とそれに伴う人的補償者の同日勝利という史上初の記録も誕生した。シーズン終了後はみやざきフェニックス・リーグに参加後、武者修行としてオーストラリアン・ベースボールリーグのメルボルン・エイシズに齊藤大将とともに参加。約1か月半在籍し、3勝1敗、防御率3.34の成績で、ドゥシャン・ルジックと並ぶチームの勝ち頭となる活躍を収めた。
2019年は、二軍暮らしが長く、一軍では2試合の登板にとどまった。10月3日に球団から戦力外通告を受けた。11月12日、12球団合同トライアウト（大阪シティ信用金庫スタジアム）に参加し、打者3人に対して被安打1、1与四球、1奪三振という結果だった。同月30日、この年より開始された公開トライアウト「ワールドトライアウト2019」（明治神宮野球場）にも出場。2試合目に先発し、2イニングで打者7人に対して無安打無失点の好投を見せ、特に初回は僅か4球で三者凡退にさせる活躍で同トライアウトのMVPに選出された。12月2日に自由契約公示された。

### メキシカンリーグ挑戦と断念
2020年1月4日（日本時間5日）、リーガ・メヒカーナ・デ・ベイスボルのユカタン・ライオンズと契約を結んだことが同球団のTwitterで発表された。同球団に日本人選手が所属するのは初。前述の「ワールドトライアウト2019」で高木がMVPを獲得した際、NPBでの現役続行を第一希望としながら、ワールドトライアウト社が提携する代理人事務所を通じ、リーガ・メヒカーナ・デ・ベイスボル挑戦も視野に入れていることを表明していた。
3月からのメキシコでのキャンプに参加し、監督のジェロニモ・ギルからは先発投手としての活躍を期待されていた。しかし、新型コロナウイルス拡大の影響でリーグの開幕が延期。一度日本に戻るとメキシコへの再入国が難しくなる可能性を考え、メキシコに残って個人で調整を続けた。その後、リーガ・メヒカーナ・デ・ベイスボルは試合数を縮小して8月からの開催が検討されていたが、7月1日（日本時間2日）、2020年シーズンの開催中止が決定された。

### 第一次BC神奈川時代
リーガ・メヒカーナ・デ・ベイスボル中止発表後も、メキシコに滞在していたが、7月16日、日本の独立リーグ・ルートインBCリーグの神奈川フューチャードリームスに入団することが報じられた。7月31日、球団より正式に入団が発表され、8月3日に入団会見が行われた。神奈川では7試合に先発したが、2勝1敗、防御率5.11と今一つな成績に終わった。
シーズン終了後の12月上旬より神奈川球団のオフィシャルスポンサーであるバス会社・シティアクセス相模の公式アンバサダーに就任。また、厚木市のスポーツショップ・ベースボールゾーンTORAIでは、水曜日限定で店長も務めていた。
2021年1月4日、神奈川を退団し、改めてリーガ・メヒカーナ・デ・ベイスボルのユカタン・ライオンズに入団することが発表されたが、2月23日に戦力外となった。
3月12日、前年所属した神奈川と再度契約を結んだことが発表された。背番号は前年と同じ13。16試合に登板し、うち2試合に先発したが、0勝3敗、防御率6.95と前年より成績を落とし、10月4日に自由契約による退団が発表された。

### メキシカンリーグ時代
2022年2月2日、リーガ・メヒカーナ・デ・ベイスボルのベラクルス・イーグルスと契約を結んだことが発表された。しかし、ベラクルスでは登板することなく、アグアスカリエンテス・レイルロードメンに移籍し、先発投手として2勝をあげた。その後、レオン・ブラボーズに移籍したが、4回2/3を投げて10失点と打ち込まれ、シーズン終了を待たずに放出された。
シーズン中の6月16日におこなわれたウィンターリーグのリーガ・メヒカーナ・デル・パシフィコの外国人ドラフトで、トマテロス・デ・クリアカンに指名を受け、10月12日開幕予定のウィンターリーグに参加予定である。

### 第二次BC神奈川時代
2023年1月5日、古巣のBC神奈川に選手兼投手コーチとして復帰することが発表された。

## 選手としての特徴
最速153km/hの直球（プロ入り後の最速は148km/h）、シュート、フォーク、カーブ、監督の原辰徳が命名した「タカギボール」が武器。この「タカギボール」はカットボールとスライダーの中間の曲がり方をする独特の球で、緩急をつけた2種類がある。直球も適度に動くという。
プロ入り後初の打者への投球にも「緊張はしなかったです」と語り、投球途中で靴ひもをゆっくり結び直すなど、落ち着きと度胸もある。
三菱重工名古屋時代の監督で恩師・佐伯功曰く「入社した頃はスピードばかり追い求めていた。やってやるぞという気持ちが強過ぎて空回り。力んで制球もフォームも乱していた。私が教えたのは当たり前のことばかり。『バランス良く投げろ』と。ドラフトで毎年のように指名を待って、失敗を重ねながら成長してきましたから」。入社当初は体重が60kg程しかなく、「最初は線が細くて、食事やトレーニングの指導をしました。『もっと食事にこだわれ』『お菓子を食べるくらいなら（栄養価が高い）黒豆でも食べろ！』と。すると、すぐに黒豆を瓶に詰めて携帯するようになった。ボクに言われたからって、そこまでする選手はなかなかいない。『愚直なまでに素直な性格』です」。食への意識が変わり、体が大きくなったことで球威が向上した。

## 人物
黒豆が大好物なことから愛称は“黒豆王子”。キャンプ地にも黒豆を持参する。その他の大好物としてオムハヤシが挙げられ巨人時代には自身プロデュースした「高木勇人の熱々オムハヤト」が販売された。
佐伯監督は「素直な性格で人と接するのが好き。だから、あいつの周りにはいつも人が集まる。遠征に行った時、高木の周りに人だかりができていた。みんなと談笑しているもんだから、『知り合いか？』と聞くと『いいえ、さっき知り合いました。みんな初対面です』って。宮崎に行った時も、巨人の先輩方とコミュニケーションを取って練習していたから、物おじしないで大したもんだと感心しました」と語る。
キャンプでは練習後、先輩たちが同乗する送迎車を先に帰し、1時間ほどファンにサインをしてから宿舎に戻るのが日課となるなど、ファンサービスを大切にしている。
読売ジャイアンツ時代には、チームに高木京介と坂本勇人が在籍していたため、井端弘和が高木をこの2人と区別をするために考案した「勇TWO」という愛称がファンの中で広まっていた。
プロ野球を続けられなくても、草野球などで野球を続けたいと話し、「自分にとっての引退は野球を辞めるとき。なので、引退はまだまだ先かなと。死ぬまで引退しないでいたいなとも思います」と語っている。
リーガ・メヒカーナ・デ・ベイスボルに挑戦中だった2020年2月4日、自身のブログで結婚を発表した。

## 詳細情報

### 年度別投手成績
| 年 度    | 球 団    | 登 板 | 先 発 | 完 投 | 完 封 | 無 四 球 | 勝 利 | 敗 戦 | セ 丨 ブ | ホ 丨 ル ド | 勝 率 | 打 者 | 投 球 回 | 被 安 打 | 被 本 塁 打 | 与 四 球 | 敬 遠 | 与 死 球 | 奪 三 振 | 暴 投 | ボ 丨 ク | 失 点 | 自 責 点 | 防 御 率 | W H I P |
| -------- | -------- | ----- | ----- | ----- | ----- | -------- | ----- | ----- | -------- | ----------- | ----- | ----- | -------- | -------- | ----------- | -------- | ----- | -------- | -------- | ----- | -------- | ----- | -------- | -------- | ------- |
| 2015     | 巨人     | 26    | 25    | 1     | 1     | 0        | 9     | 10    | 0        | 0           | .474  | 678   | 163.2    | 143      | 16          | 47       | 1     | 8        | 131      | 6     | 0        | 66    | 58       | 3.19     | 1.16    |
| 2016     | 巨人     | 25    | 18    | 0     | 0     | 0        | 5     | 9     | 0        | 0           | .357  | 504   | 117.0    | 121      | 15          | 36       | 0     | 7        | 91       | 4     | 1        | 61    | 56       | 4.31     | 1.34    |
| 2017     | 巨人     | 16    | 2     | 0     | 0     | 0        | 1     | 2     | 0        | 1           | .333  | 108   | 27.1     | 20       | 4           | 5        | 0     | 3        | 15       | 0     | 0        | 9     | 8        | 2.63     | 0.91    |
| 2018     | 西武     | 8     | 3     | 0     | 0     | 0        | 1     | 2     | 0        | 0           | .333  | 96    | 19.2     | 25       | 2           | 11       | 0     | 2        | 10       | 3     | 0        | 22    | 19       | 8.69     | 1.83    |
| 2019     | 西武     | 2     | 0     | 0     | 0     | 0        | 0     | 0     | 0        | 0           | ----  | 16    | 2.1      | 4        | 1           | 4        | 0     | 1        | 1        | 0     | 0        | 7     | 2        | 7.71     | 3.43    |
| NPB：5年 | NPB：5年 | 77    | 48    | 1     | 1     | 0        | 16    | 23    | 0        | 1           | .410  | 1402  | 330.0    | 313      | 38          | 103      | 1     | 21       | 248      | 13    | 1        | 165   | 143      | 3.90     | 1.26    |

- 2020年度シーズン終了時

### 年度別守備成績
| 年 度 | 球 団 | 投手  | 投手  | 投手  | 投手  | 投手  | 投手     |
| 年 度 | 球 団 | 試 合 | 刺 殺 | 補 殺 | 失 策 | 併 殺 | 守 備 率 |
| ----- | ----- | ----- | ----- | ----- | ----- | ----- | -------- |
| 2015  | 巨人  | 26    | 7     | 22    | 0     | 1     | 1.000    |
| 2016  | 巨人  | 25    | 6     | 18    | 0     | 2     | 1.000    |
| 2017  | 巨人  | 16    | 2     | 6     | 2     | 1     | .800     |
| 2018  | 西武  | 8     | 1     | 3     | 0     | 0     | 1.000    |
| 2019  | 西武  | 2     | 0     | 1     | 1     | 0     | .500     |
| 通算  | 通算  | 77    | 16    | 50    | 3     | 4     | .957     |

- 2020年度シーズン終了時

### 表彰
- 月間MVP：1回 （投手部門：2015年3・4月）
- スピードアップ賞：1回 （2015年）
- 東京ドームMVP新人特別賞 （2015年）
- 月間アットホームヒーロー賞：1回 （2015年3・4月）

### 記録
投手記録
- 初登板・初先発登板・初勝利・初先発勝利：2015年3月29日、対横浜DeNAベイスターズ3回戦（東京ドーム）、6回2失点5奪三振
- 初奪三振：同上、1回表に桑原将志から見逃し三振
- 初完投・初完封勝利：2015年4月5日、対阪神タイガース3回戦（東京ドーム）、9回2安打7奪三振 ※球団新人投手完封勝利は2011年の澤村拓一以来、新人ローテーション投手で連勝は2000年の高橋尚成以来15年ぶり

打撃記録
- 初打席：2015年3月29日、対横浜DeNAベイスターズ3回戦（東京ドーム）、2回裏に三嶋一輝から見逃し三振
- 初安打：同上、5回裏に林昌範から左前安打

その他
- オールスターゲーム出場：1回 （2015年）

### 独立リーグでの投手成績
| 年 度     | 球 団     | 登 板 | 先 発 | 完 投 | 完 封 | 無 四 球 | 勝 利 | 敗 戦 | セ 丨 ブ | ホ 丨 ル ド | 勝 率 | 打 者 | 投 球 回 | 被 安 打 | 被 本 塁 打 | 与 四 球 | 敬 遠 | 与 死 球 | 奪 三 振 | 暴 投 | ボ 丨 ク | 失 点 | 自 責 点 | 防 御 率 | W H I P |
| --------- | --------- | ----- | ----- | ----- | ----- | -------- | ----- | ----- | -------- | ----------- | ----- | ----- | -------- | -------- | ----------- | -------- | ----- | -------- | -------- | ----- | -------- | ----- | -------- | -------- | ------- |
| 2020      | 神奈川    | 7     | 7     | 0     | 0     | 0        | 2     | 1     | 0        | 0           | .667  | 107   | 24.2     | 20       | 1           | 14       | -     | 1        | 13       | 6     | 0        | 20    | 14       | 5.11     | 1.38    |
| 2021      | 神奈川    | 16    | 2     | 0     | 0     | 0        | 0     | 3     | 0        | 0           | .000  | 101   | 22.0     | 22       | 3           | 17       | -     | 0        | 6        | 8     | 0        | 20    | 17       | 6.95     | 1.77    |
| 2023      | 神奈川    | 17    | 2     | 0     | 0     | 0        | 1     | 2     | 0        | 0           | .333  | 91    | 22.2     | 23       | 2           | 11       | -     | 2        | 18       | 6     | 0        | 15    | 9        | 3.57     | 1.50    |
| 2024      | 神奈川    | 6     | 1     | 0     | 0     | 0        | 0     | 1     | 0        | 0           | .000  | 42    | 6.0      | 19       | 2           | 5        | -     | 0        | 4        | 2     | 0        | 17    | 15       | 22.50    | 4.00    |
| 通算：4年 | 通算：4年 | 46    | 12    | 0     | 0     | 0        | 3     | 7     | 0        | 0           | .300  | 341   | 75.1     | 82       | 8           | 47       | -     | 3        | 41       | 22    | 0        | 72    | 55       | 6.57     | 1.71    |

- 2024年度シーズン終了時

### 背番号
- 54 （2015年 - 2017年、2023年 - ）
- 20 （2018年 - 2019年）
- 13 （2020年 - 2021年）

### 登場曲
- 「にじいろ Acoustic Live Tour 2014 〜3-STAR RAW〜」絢香 （2015年、2024年）
- 「SUN」星野源 （2016年 - ）